# Csád az 1988. évi nyári olimpiai játékokon
Csád a dél-koreai Szöulban megrendezett 1988. évi nyári olimpiai játékok egyik részt vevő nemzete volt. Az országot az olimpián 1 sportágban 6 sportoló képviselte, akik érmet nem szereztek.

## Atlétika
Férfi
| Versenyző         | Versenyszám | Előfutam | Előfutam | Előfutam | Negyeddöntő | Negyeddöntő | Negyeddöntő | Elődöntő | Elődöntő | Elődöntő | Döntő   | Döntő    |         |
| Versenyző         | Versenyszám | Idő      | Hely.    | Össz.    | Idő         | Hely.       | Össz.       | Idő      | Hely.    | Össz.    | Idő     | Helyezés |         |
| ----------------- | ----------- | -------- | -------- | -------- | ----------- | ----------- | ----------- | -------- | -------- | -------- | ------- | -------- | ------- |
| Ali Faudet        | 400 m       | 48,69    | 6.       | 56.*     | kiesett     | kiesett     | kiesett     | kiesett  | kiesett  | kiesett  | kiesett | kiesett  |         |
| Yussuf Moli Yesky | 800 m       | 1:57,97  | 8.       | 65.      | kiesett     | kiesett     | kiesett     | kiesett  | kiesett  | kiesett  | kiesett | kiesett  |         |
| Seid Gayaplé      | 1500 m      | 3:58,46  | 14.      | 52.      |             |             |             | kiesett  | kiesett  | kiesett  | kiesett | kiesett  |         |
| Ronodji Niakaken  | 5000 m      | 15:42,73 | 19.      | 53.      |             |             |             | kiesett  | kiesett  | kiesett  | kiesett | kiesett  |         |
| Ismael Yaya       | 10 000 m    | 30:47,29 | 19.      | 37.      |             |             |             |          |          |          | kiesett | kiesett  | kiesett |

| Versenyző       | Versenyszám | Selejtező | Selejtező | Döntő    | Döntő    |
| Versenyző       | Versenyszám | Eredmény  | Helyezés  | Eredmény | Helyezés |
| --------------- | ----------- | --------- | --------- | -------- | -------- |
| Paul Ngadjadoum | Magasugrás  | 215 cm    | 25.       | kiesett  | kiesett  |

* - egy másik versenyzővel azonos eredményt ért el